# توبياس أريكسون
توبياس أريكسون (بالسويدية: Tobias Eriksson)‏ (19 مارس 1985 يوسدال السويد - ) هو لاعب كرة قدم سويدي يلعب كلاعب وسط.

## روابط خارجية
- توبياس أريكسون على موقع اتحاد السويد (السويدية)
- توبياس أريكسون على موقع قاعدة بيانات كرة القدم.إي يو (الإنجليزية)
- توبياس أريكسون على موقع ناشيونال فوتبول تيمز (الإنجليزية)
- توبياس أريكسون على موقع Soccerway.com (الإنجليزية)